# بردار برگرز

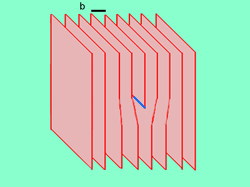
بردار برگرز

در علم فیزیک، بردار برگرز برداری است که بزرگی و جهت اعوجاج شبکه را که نتیجه یک نابجایی در شبکه کریستالی است، بیان می‌کند.نام گذاری این بردار به دلیل قدردانی از کارهای ارزشمند فیزیکدان هلندی، جان برگرز، می‌باشد .بردار برگرز را معمولاً با b نمایش می دهند.
برای درک بهتر بردار برگرز ابتدا به ساختار کریستال بدون وجود نابجایی یعنی کریستال کامل می پردازیم.در ساختار کریستال کامل، مستطیلی که طول و عرضش ضرایب صحیحی از a (طول لبه واحد سلولی) است، دور محل اصلی نابجایی کشیده می‌شود. هنگامی که این مستطیل در ساختار کریستال اصلی کشیده شود، نابجایی دیده می‌شود.این نابجایی باعث تغییر شکل در کریستال کامل و در نتیجه مستطیل مذکور می‌شود.در نتیجهٔ نابجایی، یکی از اضلاع مستطیل در یکی از زوایا به ضلع عمودش نمی‌رسد.مستطیل مذکور در کریستال کامل به شکل هندسی بازی تبدیل می‌شود که بخش کم شده ضلع مستطیل، بزرگی و جهت بردار برگرز را تعیین می‌کند. به‌طور خاص،عرض بخش باز بزرگی بردار برگرز را مشخص می‌کند.جهت بردار برگرز بعد از قرار دادن دستگاه مختصات فرضی تعیین می‌شود. این جهت به صفحه ای که نابجایی در آن قرار دارد که غالباً صفحه ای متراکم از ساختار کریستالی است، وابسته است.بزرگی بردار برگرز از رابطه زیر بدست می آید:
{\displaystyle \lVert b\rVert =(a/2){\sqrt {(h^{2}+k^{2}+l^{2})}}}
که در آن a، طول لبه ای واحد سلولی ساختار کریستالی، b بردار برگرز و h و k و l مؤلفه‌های بردار برگرز هستند: <B=<h k l
در بیشتر فلزات، بزرگی بردار برگرز برای یک نابجایی برابر با بزرگی فاصله بین اتمی ماده است؛ از آنجایی که یک نابجایی باعث انحراف در شبکه کریستالی بایک فاصله کریستالی متراکم می‌شود.

روش دیگری نیز برای شناسایی بردار برگرز یک نابجایی پیشنهاد شده‌است. در این روش، از مشخصه‌های تصاویر نابجایی بویژه عدم تقارن در

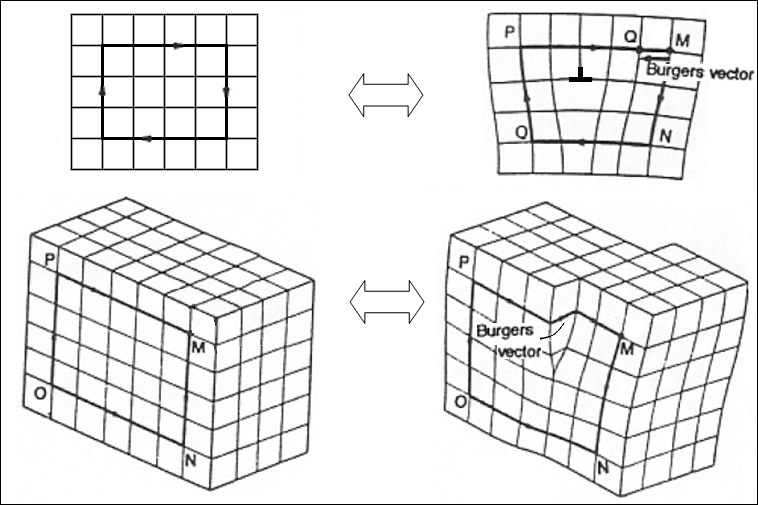
نمایش بردار برگرز در نابجایی لبه ای و پیچشی

میکروسکوپ های الکترونی استفاده می‌شود. عدم تقارن با علامت g.bیا({\displaystyle b\times u}).gمرتبط است که g و b و u به ترتیب بردار انعکاس، بردار برگرز و بردار خط نابجایی است. باداشتن بردار g، اطلاعاتی راجع به جهت بردار b بدست می آید. با دانستن علامت انعکاسات مختلف، جهت گیری احتمالی بردار برگرز مشخص می‌شود.سپس بردار برگرز به‌طور خاص از میان بردارهایی که از لحاظ کریستالوگرافی مجازند، انتخاب می‌شود. این روش با یک مثال واقعی از نابجایی در آلیاژی از آهن و سیلیکون استفاده شده‌است که در آن تنها دو تصویر در انعکاس‌های مختلف برای شناسایی بردار برگرز کافی بود.

## نابجایی
در علم مواد، نابجایی به عنوان یکی از عیوب بلوری ماده شناخته می‌شود. حضور نابجایی تأثیر بسزایی در مشخصه‌های ماده دارد. نابجایی‌ها، نقصهایی هستند که حرکت آنها، در تنش‌هایی کمتر از مقاومت تئوری کریستال کامل در برابر تنش برشی باعث تغییر شکل مومسان بلور می‌شود.
گرچه نابجایی‌ها باعث نرم‌تر شدن ماده و بیشتر شدن تغییر شکل پلاستیک آن می‌شوند، ولی اگر چگالی نابجایی‌ها در ماده از حد معینی بیشتر شود، این امر منجر به برهمکنش نابجایی‌ها و قفل شدن آنها می‌شود و ماده سخت تر می‌شود.

### نابجایی لبه ای
اگر یک نیم صفحه از اتم‌ها را در بین صفحات اتمی یک کریستال وارد کنیم، تغییر شکل در موقعیت اتم‌های اطرافش ایجاد می‌شود.به چنین نقصی، نابجایی لبه ای گفته می‌شود.در نابجایی لبه ای، بردار برگرز به خط نابجایی عمود است و در داخل صفحه لغزش نابجایی قرار دارد.

#### نابجایی پیچشی
نوع دیگری از نابجایی به نام نابجایی پیچشی وجود دارد.این نابجایی عموماً به صورت یک پیچ یا رمپ پارکینگ‌های طبقاتی توصیف می گردد. بدین صورت که اگر یک دور حول محور نابجایی بچرخد، به مکان قبلی خود بر نمی‌گردد. در نابجایی پیچی، بردار برگرز با خط نابجایی موازی است.لذا هر صفحه ای که از دو بردار فوق(بردار برگرز و خط نابجایی پیچی) بگذرد، به عنوان صفحه لغزش شناخته می‌شود.
بردار برگرز در تعیین ناحیه تسلیم (مهندسی) ماده با تأثیر بر محلول جامد، سخت سازی با استفاده از رسوب و کرنش سختی(کار سختی) مؤثر است.